# العراوي (يافع)

تعديل مصدري - تعديل

العراوي هي إحدى قرى عزلة لبعوس بمديرية يافع التابعة لمحافظة لحج، بلغ تعداد سكانها 242 نسمة حسب تعداد اليمن لعام 2004.